# 내털리 메인스
내털리 메인스(Natalie Maines, 1974년 10월 14일 ~ )는 미국의 싱어송라이터로, 컨트리 밴드 더 칙스의 일원이다.